# Máxima FM
Màxima FM fou una cadena de ràdio privada espanyola que pertany al Grup Prisa. Va iniciar les seves emissions l'any 2002, amb l'emissió d'una radiofórmula musical centrada en música electrònica. Els estudis centrals es troben a Madrid, i actualment la seva programació a Catalunya és inexistent des dels estudis de Barcelona. Des dels seus inicis, Màxima FM sempre ha apostat per mantenir una gran varietat d'estils dintre de la seva fórmula musical, i es pot dir que ha esdevingut amb els anys una ràdio dance de referència a Catalunya amb 80.000 radiooients diaris.

## Programmes
Els programes que emet Máxima FM són:
- Mucho Max (diumenge a divendres, 16.00 a 18.00) presentat per Ramsés López, un programa d'humor, diferents secciones (televisió, el temps, el trànsit, esports...), i música.
- Fórmula Máxima fórmula musical amb José Manuel Duro, Germán Pascual, Ramsés López i Javi Sánchez.
- Máxima 51 Chart presentat per Arturo Grao, un programa que repassa i dona a conèixer els 51 èxits dance del moment els dissabtes de 10 a 14. A més, de diumenges a divendres a partir de 18h, repàs de la llista amb Arturo Grao.
- Climax (cada dia 14.00-16.00, dissabtes 08.00-10.00) un programa que reprodueix tots els subgèneres de música House amb José Manuel Duro.
- Bien Bailao (els divendres de 21 a 23) programa de música electrònica de ball en directe mixta por DJ Nano.
- In Sessions (diumenge a dijous 23.00-02.00, divendres i dissabtes 23.00-08.00) mestissos en viu lliurats per un equip rotatori de DJ.
- Máxima Reserva (cada dia 20.00-21.00) clàssics de ball de la dècada dels 1990 i el 2000 amb Enric Font.
- Máxima Deejay (els dijous de 21 a 23) programa de música electrònica de ball en directe mixta por Abel Ramos i Albert Neve.

En els temps restants (De dilluns a dimecres de 21 a 23), l'estació emet mescles de DJ famosos com Martin Garrix, Roger Sánchez, Steve Aoki i Paul van Dyk.
- El Gallo Màximo: Dani Moreno

## Freqüències
- Astúries: 94.7 FM
- Barcelona: 104.2 FM
- Granada: 96.8 FM
- Las Palmas: 102.7 FM
- Màlaga: 88.5 FM i 101.1 FM
- Saragossa: 92.0 FM
- Pontevedra: 92.7 FM